# Линдесбери
Линдесбери (на шведски: Lindesberg) е град в централна Швеция, лен Йоребру. Главен административен център на едноименната община Линдесбери. Намира се на около 160 km на северозапад от столицата Стокхолм и на около 30 km на север от Йоребру. Получава статут на град през 1643 г. Има жп гара. Населението на града е 9149 жители според данни от преброяването през 2010 г.